# Franziskus Eisenbach
Franziskus Eisenbach (* 1. Mai 1943 in Groß Strehlitz, Kreis Groß Strehlitz, Provinz Oberschlesien; † 29. Mai 2024 in Bad Mergentheim) war ein römisch-katholischer Geistlicher und Weihbischof in Mainz.

## Leben
Eisenbachs Familie zog 1951 von seinem Geburtsort Groß Strehlitz nach Neckarsteinach im Odenwald. Nach dem Abitur studierte Franziskus Eisenbach Philosophie und Theologie und empfing am 30. Juli 1967 durch den damaligen Mainzer Bischof Hermann Volk die Priesterweihe. Seine erste Stelle als Kaplan hatte Eisenbach von 1968 bis 1971 in Bad Nauheim inne. Von 1971 bis 1975 war er Sekretär von Bischof Hermann Volk. 1975 nahm Eisenbach seine Studien wieder auf und wurde an der Albert-Ludwigs-Universität Freiburg bei Karl Lehmann promoviert; Promotionsthema war Die Gegenwart Christi im Gottesdienst. Systematische Studien zur Liturgiekonstitution des II. Vatikanischen Konzils. Im Oktober 1980 wurde Eisenbach Leiter des Exerzitienhauses der Diözese Mainz in Dieburg sowie mit der Leitung der Diözesanstelle „Berufe der Kirche“ in Mainz beauftragt.
Am 17. März 1988 ernannte Papst Johannes Paul II. Eisenbach zum Weihbischof in Mainz mit dem Titularbistum Sigus. Die Bischofsweihe spendete ihm am 24. April 1988 der Mainzer Bischof Karl Lehmann, Mitkonsekratoren waren der emeritierte Mainzer Bischof Hermann Kardinal Volk und der Mainzer Weihbischof Wolfgang Rolly. Franziskus Eisenbach wählte sich das bischöfliche Leitwort In Laudem Gloriae Suae („Zum Lobe seiner Herrlichkeit“). In der Folge leitete Eisenbach unter anderem das Mainzer Institut zur geistlichen Begleitung der hauptberuflich in der Seelsorge Tätigen und war auch zuständig für die geweihten Jungfrauen.
Im Jahr 2000 wurde Eisenbach von der Mainzer Professorin Änne Bäumer-Schleinkofer beschuldigt, an ihr unerlaubt einen Großen Exorzismus sowie sexuelle Handlungen vorgenommen zu haben. Sie zeigte ihn wegen Körperverletzung und sexuellen Missbrauchs im Rahmen eines seelsorgerischen Betreuungsverhältnisses an. Die Mainzer Bistumsleitung bestritt den Exorzismus, räumte allerdings „Heilungs- und Befreiungsgebete“ ein. Die Staatsanwaltschaft Mainz stellte im April 2001 das Verfahren gegen Eisenbach mangels Tatverdachts ein. Ein von der Klägerin angestrengtes Klageerzwingungsverfahren beim Oberlandesgericht Koblenz wurde im November 2001 abgewiesen. Eine Voruntersuchung des Heiligen Stuhls, unter anderem wegen des Vorwurfs der Verletzung des Beichtgeheimnisses, führte auch nicht zu einem kirchlichen Strafverfahren. Allerdings musste Eisenbach nach einem Gespräch mit dem damaligen Präfekten der Glaubenskongregation Josef Kardinal Ratzinger in seinen Rücktritt einwilligen.
Eisenbach verzichtete am 16. April 2002 auf das Amt des Weihbischofs in Mainz und leitete von Dezember 2002 bis November 2011 die Pfarrei Zum Heiligen Kreuz in Bad Wimpfen. Anschließend war er dort noch bis Mai 2013 als Pfarrvikar tätig. Seither lebte er als Ruhestandsgeistlicher weiterhin in Bad Wimpfen, wo er bis zuletzt Rector ecclesiae der dortigen Stiftskirche St. Peter war. Bischof Peter Kohlgraf beauftragte den emeritierten Weihbischof in den letzten Jahren wieder mit der Spendung der Firmung im Bistum Mainz.
Franziskus Eisenbach starb am 29. Mai 2024 nach schwerer Krankheit im Alter von 81 Jahren. Nach einem von Bischof Kohlgraf am 12. Juni 2024 im Mainzer Dom zelebrierten Pontifikalrequiem wurde der verstorbene Weihbischof in der Bischofsgruft des Domes beigesetzt.

## Schriften
- Die Gegenwart Jesu Christi im Gottesdienst. Systematische Studien zur Liturgiekonstitution des II. Vatikanischen Konzils. Diss., Albert-Ludwigs-Universität Freiburg, Freiburg im Br. 1982.
- All meine Wege sind dir vertraut. Gedanken für den Tag. Matthias-Grünewald-Verlag, Mainz 1988, 3. Auflage 1993, 4. Auflage 2000, ISBN 3-7867-1377-4.
- Auf der Suche nach Freude. Predigten zu Hochfesten und Festzeiten des Kirchenjahres. Matthias-Grünewald-Verlag, Mainz 1990, ISBN 3-7867-1469-X.
- 2000 – Das Gnadenjahr des Herrn. Johannes-Verlag Leutesdorf/Kath. Schriften-Mission, Leutesdorf 2000, ISBN 3-7794-1445-7.
- Eucharistie und Exerzitienweg. Das Leben feiern und gestalten. Echter, Würzburg 2015, ISBN 978-3-429-03844-1.